# 研究開発とSociety5.0との橋渡しプログラム
研究開発とSociety5.0との橋渡しプログラム（けんきゅうかいはつとそさえてぃごーてんぜろとのはしわたしプログラム、Building Research & Innovation for Development, Goals, and Empowerment、略称：BRIDGE）は、日本の内閣府が2023年度に開始した科学技術イノベーション推進プログラムである。「科学技術基本計画」（2016年度（平成28年度） - 2020年度（令和2年度））のキャッチフレーズであるSociety 5.0の実現を目指し、研究開発成果を社会実装につなげる「橋渡し」を目的として創設された。官民研究開発投資拡大プログラム（PRISM）の後継として位置づけられ、戦略的イノベーション創造プログラム（SIP）との連携強化が特徴となっている。

## 目的
BRIDGEは、科学技術イノベーションを通じて超スマート社会（Society 5.0）を具現化することを目標とする。特に、AI、IoT、バイオテクノロジーなどの先端技術を活用し、環境問題や少子高齢化といった社会課題の解決を図る。また、研究開発から実用化までのプロセスを加速させ、民間投資を誘発することで経済成長を支援する狙いがある。

## 仕組み
プログラムは、総合科学技術・イノベーション会議（CSTI）が統括し、SIPやムーンショット型研究開発制度など既存の研究プログラムと連携しながら運営される。各府省が管轄するプロジェクトをSociety 5.0の目標に沿う形で調整し、予算配分や進捗管理が行われる。また、民間企業、大学、研究機関が参画する産学官連携を重視し、実証実験や技術移転を促進する仕組みが導入されている。予算規模や具体的なプロジェクト数は年度ごとに変動するが、PRISMでの課題を踏まえ、透明性と成果の可視化が重視されている。

## 主な取り組み
BRIDGEでは、スマートシティの実現に向けたデータ連携基盤の構築や、医療分野でのデジタルヘルス技術の社会実装などが進められている。例えば、SIPで開発された技術を活用し、地域課題解決に向けた実証プロジェクトが複数開始された。また、環境負荷低減を目指すグリーンテック分野でも、民間企業との共同研究が強化されている。開始間もないプログラムであるため、具体的な成果の評価は今後の進展に委ねられている。

## 課題と展望
BRIDGEは、研究開発と社会実装のギャップ解消を目指すが、実用化までのスピードや予算配分の公平性に関する議論が予想される。PRISMでの反省を活かし、進捗状況の公開やステークホルダーとの対話が進められている点が注目される。Society 5.0のビジョン達成に向け、国際競争力の強化と持続可能な社会基盤の構築が期待されている。

## プログラム一覧

### プログラム一覧
|    | R | No. | 施策名称 | 省庁名称 | 事業期間             | 交付金額（単位：億円） | 交付金額（単位：億円） | 交付金額（単位：億円） | 交付金額（単位：億円） | 交付金額（単位：億円） |
| R5 | R | No. | 施策名称 | 省庁名称 | 事業期間             | R6                     | R7                     | R8                     | R9                     |                        |
| -- | - | --- | --- | -------- | -------------------- | ---------------------- | ---------------------- | ---------------------- | ---------------------- | ---------------------- |
| 1  | 5 | 1   | 子どもからの聴取に関するAI訓練ツールの開発 | 警察庁   | 令和5年度～令和6年度 | 1.0                    | 2.6                    | -                      | -                      | -                      |
| 2  | 5 | 2   | 脳情報を活かしたサイバー空間の 感性評価技術の社会実装 | 総務省   | 令和5年度～令和7年度 | 0.8                    | 0.6                    |                        | -                      | -                      |
| 3  | 5 | 3   | 大規模量子コンピュータ向け 制御装置の事業化 | 文科省   | 令和5年度～令和7年度 | 0.8                    | 0.8                    |                        | -                      | -                      |
| 4  | 5 | 4   | 量子ハイブリッド最適化アルゴリズム基盤の開発 | 文科省   | 令和5年度～令和7年度 | 0.7                    | 0.7                    |                        | -                      | -                      |
| 5  | 5 | 5   | 量子光センシングによる超低侵襲量子生命技術 | 文科省   | 令和5年度～令和7年度 | 1.0                    | 0.8                    |                        | -                      | -                      |
| 6  | 5 | 6   | 量子プロダクト事業化推進プラットフォーム構築事業 | 文科省   | 令和5年度～令和7年度 | 0.9                    | 1.0                    |                        | -                      | -                      |
| 7  | 5 | 7   | 社会インフラの予防保全を目指した 中性子線による非破壊検査システムの３次元化の社会実装の加速                                                                    | 文科省   | 令和5年度～令和6年度 | 1.1                    | 1.0                    | -                      | -                      | -                      |
| 8  | 5 | 8   | 多元素活用を基盤とした生体イメージング技術革新 | 文科省   | 令和5年度～令和7年度 | 1.0                    | 0.9                    |                        | -                      | -                      |
| 9  | 5 | 9   | 衛星観測リソースを結集する「日本版災害チャータ」の構築と実証                                                                                                   | 文科省   | 令和5年度～令和6年度 | 2.0                    | 1.8                    | -                      | -                      | -                      |
| 10 | 5 | 10  | マテリアルスタートアップインキュベーション促進事業 | 文科省   | 令和5年度～令和7年度 | 5.2                    | 2.5                    |                        | -                      | -                      |
| 11 | 5 | 11  | 健康危機管理・災害時の保健・医療・福祉に関する 横断的な支援体制の構築                                                                                          | 厚労省   | 令和5年度            | 0.6                    | -                      | -                      | -                      | -                      |
| 12 | 5 | 12  | 医療デジタルツインの発展に資するデジタル医療データバンク構想                                                                                                   | 厚労省   | 令和5年度            | 2.9                    | -                      | -                      | -                      | -                      |
| 13 | 5 | 13  | Precision Nutritionの実践プラットフォームの構築と社会実装 | 厚労省   | 令和5年度～令和7年度 | 1.4                    | 1.3                    |                        | -                      | -                      |
| 14 | 5 | 14  | 生産性と環境負荷低減を両立する データ駆動型土壌管理技術の開発                                                                                                  | 農水省   | 令和5年度            | 1.5                    | -                      | -                      | -                      | -                      |
| 15 | 5 | 15  | 日本発の生産性の高い環境制御技術を 展開可能にするスマート施設園芸技術の開発                                                                                    | 農水省   | 令和5年度～令和7年度 | 1.5                    | 1.2                    |                        | -                      | -                      |
| 16 | 5 | 16  | 農業インフラに関する業務プロセス転換のための データ変換・統合の自動化技術と デジタルプラットフォームの開発                                                     | 農水省   | 令和5年度            | 1.5                    | -                      | -                      | -                      | -                      |
| 17 | 5 | 17  | 国産ダイズの用途拡大に向けた フードテック企業等支援基盤の整備                                                                                                  | 農水省   | 令和5年度～令和7年度 | 0.5                    | 0.4                    |                        | -                      | -                      |
| 18 | 5 | 18  | 「動物用食べるワクチン」の開発による感染症対策の強化 | 農水省   | 令和5年度～令和7年度 | 0.8                    | 0.8                    |                        | -                      | -                      |
| 19 | 5 | 19  | 国産農産物の輸出拡大に向けた植物検疫スタートアップの創出 | 農水省   | 令和5年度～令和7年度 | 0.8                    | 0.8                    |                        | -                      | -                      |
| 20 | 5 | 20  | AI農業社会実装プロジェクト | 農水省   | 令和5年度～令和7年度 | 1.3                    | 1.0                    |                        | -                      | -                      |
| 21 | 5 | 21  | 商品コード標準化・ソースマーキング技術による 農水産物・食品流通の高度化                                                                                        | 農水省   | 令和5年度～令和7年度 | 1.8                    | 1.5                    |                        | -                      | -                      |
| 22 | 5 | 22  | 公共エリア向けダイナミックマップの開発 | 経産省   | 令和5年度～令和7年度 | 1.3                    | 2.3                    |                        | -                      | -                      |
| 23 | 5 | 23  | AI×ロボット・サービス分野の実践的グローバル研究 | 経産省   | 令和5年度～令和7年度 | 3.5                    | 5.5                    |                        | -                      | -                      |
| 24 | 5 | 24  | AIによる最適な医療機器選択で実現する 次世代スマート物流プラットフォームの社会実装                                                                              | 経産省   | 令和5年度～令和7年度 | 2.2                    | 3.5                    |                        | -                      | -                      |
| 25 | 5 | 25  | インフラ分野のDXの推進～デジタイゼーションからデジタライゼーション そしてDXへ～                                                                                | 国交省   | 令和5年度～令和7年度 | 6.0                    | 3.8                    |                        | -                      | -                      |
| 26 | 5 | 26  | 建設材料・機械・監理プロセスでのCO2排出削減効果の定量化等による建設分野のGXの推進                                                                              | 国交省   | 令和5年度            | 1.0                    | -                      | -                      | -                      | -                      |
| 27 | 5 | 27  | 地方自治体における新技術・人的資源の戦略的活用に向けた取組 | 国交省   | 令和5年度～令和7年度 | 1.1                    | 0.7                    |                        | -                      | -                      |
| 28 | 5 | 28  | 都市デジタルツインの実現 | 国交省   | 令和5年度～令和7年度 | 3.5                    | 2.5                    |                        | -                      | -                      |
| 29 | 5 | 29  | 住宅・社会資本分野における人工衛星等を活用した リモートセンシング技術の社会実装                                                                                | 国交省   | 令和5年度～令和6年度 | 1.8                    | 2.4                    | -                      | -                      | -                      |
| 30 | 5 | 30  | 局地的・突発的な荒天対策のためのスタートアップとの連携：AIを用いたリアルタイム防災フィールド構築                                                               | 国交省   | 令和5年度～令和7年度 | 1.6                    | 0.9                    |                        | -                      | -                      |
| 31 | 5 | 31  | 革新的な統合気象データを用いた洪水予測の高精度化 | 国交省   | 令和5年度～令和7年度 | 0.6                    | 1.9                    |                        | -                      | -                      |
| 32 | 5 | 32  | ダム運用高度化による流域治水能力向上と再生可能エネルギー増強の加速化プロジェクト                                                                               | 国交省   | 令和5年度～令和7年度 | 2.4                    | 2.0                    |                        | -                      | -                      |
| 33 | 5 | 33  | IDR4Mの全国展開の加速化プロジェクト | 国交省   | 令和5年度～令和7年度 | 2.4                    | 2.1                    |                        | -                      | -                      |
| 34 | 5 | 34  | 生体認証を用いたアクセス制御機能利用製品の耐偽造能力評価・検証技術に係る研究開発                                                                               | 警察庁   | 令和5年度            | 0.35（1.1の内数）      | -                      | -                      | -                      | -                      |
| 35 | 5 | 35  | 積乱雲危険度予測情報の研究開発と社会実装モデルの展開 | 文科省   | 令和5年度～令和6年度 | 1.00                   | 0.7                    | -                      | -                      | -                      |
| 36 | 5 | 36  | フォトニック結晶レーザー(PCSEL)によるスマート製造ゲームチェンジとPCSEL拠点からの社会実装拡大                                                                   | 文科省   | 令和5年度～令和6年度 | 1.87                   | 2.4                    | -                      | -                      | -                      |
| 37 | 5 | 37  | 食料安全保障に資する完全閉鎖型植物工場の実現に向けた調査研究                                                                                                   | 農水省   | 令和5年度            | 2.00                   | -                      | -                      | -                      | -                      |
| 38 | 5 | 38  | 中高層木造建築物の普及を通じた炭素固定の促進 | 国交省   | 令和5年度            | 0.80                   | -                      | -                      | -                      | -                      |
| 39 | 5 | 39  | SIP3期の成果のASEAN地域等へ早期の展開を念頭においた イノベーション・エコシステム形成事業                                                                       | 環境省   | 令和5年度            | 0.59                   | -                      | -                      | -                      | -                      |
|    | R | No. | 施策名称 | 省庁名称 | 事業期間             | 交付金額（単位：億円） | 交付金額（単位：億円） | 交付金額（単位：億円） | 交付金額（単位：億円） | 交付金額（単位：億円） |
| R5 | R | No. | 施策名称 | 省庁名称 | 事業期間             | R6                     | R7                     | R8                     | R9                     |                        |
| 40 | 6 | 1   | 第２期マテリアルスタートアップインキュベーション促進事業 | 文科省   | 令和6年度～令和8年度 | -                      | 2.2                    |                        |                        | -                      |
| 41 | 6 | 2   | 商用光量子コンピュータの構築 | 文科省   | 令和6年度～令和8年度 | -                      | 1.0                    |                        |                        | -                      |
| 42 | 6 | 3   | 量子スピンセンサのμモジュール化による新規ユースケースの創出 | 文科省   | 令和6年度～令和8年度 | -                      | 1.6                    |                        |                        | -                      |
| 43 | 6 | 4   | 医療デジタルツインの発展に資するデジタル医療データバンクの構築と社会実装                                                                                       | 厚労省   | 令和年6度～令和7年度 | -                      | 2.3                    |                        | -                      | -                      |
| 44 | 6 | 5   | 感染症危機管理に資する次世代迅速検査診断法の確立と検査データの収集・分析・共有体制の社会実装                                                                   | 厚労省   | 令和6年度～令和8年度 | -                      | 2.8                    |                        |                        | -                      |
| 45 | 6 | 6   | 次世代バイオマスアップサイクル技術の世界展開に向けた調査研究                                                                                                   | 農水省   | 令和6年度            | -                      | 0.3                    | -                      | -                      | -                      |
| 46 | 6 | 7   | 迅速な災害復旧等に向けた時系列・三次元モデルを用いた国土履歴のAI判別技術の開発・普及                                                                           | 農水省   | 令和6年度～令和8年度 | -                      | 1.5                    |                        |                        | -                      |
| 47 | 6 | 8   | 越境性感染症等の流行に即応可能な動物用ワクチンの次世代化 | 農水省   | 令和6年度～令和8年度 | -                      | 2.0                    |                        |                        | -                      |
| 48 | 6 | 9   | 生物多様性と農業生産を脅かす侵略的外来種の根絶技術の開発 | 農水省   | 令和6年度～令和8年度 | -                      | 2.0                    |                        |                        | -                      |
| 49 | 6 | 10  | 創農薬AIの基盤構築 | 農水省   | 令和6年度～令和8年度 | -                      | 0.7                    |                        |                        | -                      |
| 50 | 6 | 11  | 同時改変ゲノム編集技術を用いた産業植物の創出 | 農水省   | 令和6年度～令和8年度 | -                      | 1.0                    |                        |                        | -                      |
| 51 | 6 | 12  | CO2排出削減効果の定量化による公共調達のGXの推進 | 国交省   | 令和年6度～令和7年度 | -                      | 0.8                    |                        | -                      | -                      |
| 52 | 6 | 13  | 建設機械施工のオートメーションハブの構築 | 国交省   | 令和6年度～令和8年度 | -                      | 1.0                    |                        |                        | -                      |
| 53 | 6 | 14  | 港湾施設の被災状況把握・利用可否判断の迅速化 | 国交省   | 令和6年度～令和8年度 | -                      | 1.5                    |                        |                        | -                      |
| 54 | 6 | 15  | 金融/投資機関による自然関連情報開示促進と国際標準化を前提としたネイチャーフットプリントの開発と実証事業                                                        | 環境省   | 令和年6度～令和7年度 | -                      | 0.9                    |                        | -                      | -                      |
| 55 | 6 | 16  | 産官学連携による熱中症リスク低減のための先端的な暑さ指数計測技術の社会実装                                                                                     | 環境省   | 令和6年度            | -                      | 0.2                    | -                      | -                      | -                      |
| 56 | 6 | 17  | 花粉症問題に対応するためのAI技術・リモートセンシング技術を活用した花粉観測手法の高度化                                                                         | 環境省   | 令和6年度            | -                      | 0.2                    | -                      | -                      | -                      |
| 57 | 6 | 18  | AI安全性強化に向けたLLM生成テキストの検証・分析・改善等支援技術の研究開発                                                                                      | 総務省   | 令和6年度（補）      | -                      | 19.7                   | -                      | -                      | -                      |
| 58 | 6 | 19  | 個人情報・公的情報等を安全に活用可能な被災者支援AIサービス開発基盤                                                                                             | 文科省   | 令和6年度（補）      | -                      | 42.6                   | -                      | -                      | -                      |
| 59 | 6 | 20  | 生成AIを活用した大規模沖合養殖業の省力化及び自動化の推進に係る研究基盤の整備                                                                                   | 農水省   | 令和6年度（補）      | -                      | 4.0                    | -                      | -                      | -                      |
| 60 | 6 | 21  | AI安全性確保に関する調査・分析・普及展開事業 | 経産省   | 令和6年度（補）      | -                      | 3.8                    | -                      | -                      | -                      |
| 61 | 6 | 22  | AIセーフティの強化に関する研究開発構想 | 経産省   | 令和6年度（補）      | -                      | 15.0                   | -                      | -                      | -                      |
| 62 | 6 | 23  | 日本語版医療特化型LLMの社会実装に向けた安全性検証・実証 | 経産省   | 令和6年度（補）      | -                      | 52.5                   | -                      | -                      | -                      |
| 63 | 6 | 24  | インフラの事故対策に活用する生成AIの技術開発実証 | 国交省   | 令和6年度（補）      | -                      | 2.6                    | -                      | -                      | -                      |
|    | R | No. | 施策名称 | 省庁名称 | 事業期間             | 交付金額（単位：億円） | 交付金額（単位：億円） | 交付金額（単位：億円） | 交付金額（単位：億円） | 交付金額（単位：億円） |
| R5 | R | No. | 施策名称 | 省庁名称 | 事業期間             | R6                     | R7                     | R8                     | R9                     |                        |
| 64 | 7 | 1   | 高感度ナノ量子センサの大量調製技術開発によるサプライチェーンモデルの構築                                                                                       | 文科省   | 令和7年度～令和9年度 | -                      | -                      |                        |                        |                        |
| 65 | 7 | 2   | 量子人材教育エコシステムの開発と試行 | 文科省   | 令和7年度～令和9年度 | -                      | -                      |                        |                        |                        |
| 66 | 7 | 3   | 量子トレーサビリティが確保されたワイドレンジ電流計測技術の開発                                                                                                 | 文科省   | 令和7年度～令和9年度 | -                      | -                      |                        |                        |                        |
| 67 | 7 | 4   | 第３期マテリアルスタートアップインキュベーション促進事業 | 文科省   | 令和7年度～令和9年度 | -                      | -                      |                        |                        |                        |
| 68 | 7 | 5   | 環境負荷の小さい純国産ハイブリッド3次元海洋電磁探査技術の開発と社会実装                                                                                        | 文科省   | 令和7年度～令和8年度 | -                      | -                      |                        |                        | -                      |
| 69 | 7 | 6   | 海洋プラスチック問題に対応するためのハイパースペクトル技術・AI・コーヒーマシンを融合させたマイクロプラスチック自動分析システムの確立と社会実装に向けた調査研究 | 文科省   | 令和7年度            | -                      | -                      |                        | -                      | -                      |
| 70 | 7 | 7   | 植物工場ビジネスの成長産業化に向けたマルチユース化システムの開発                                                                                               | 農水省   | 令和7年度～令和9年度 | -                      | -                      |                        |                        |                        |
| 71 | 7 | 8   | 次世代バイオマスアップサイクル技術の国際展開 | 農水省   | 令和7年度～令和9年度 | -                      | -                      |                        |                        |                        |
| 72 | 7 | 9   | 牛メタン・カーボンクレジットビジネスの創出に向けた基盤技術の開発加速化                                                                                         | 農水省   | 令和7年度～令和9年度 | -                      | -                      |                        |                        |                        |
| 73 | 7 | 10  | 農林水産物・食品の輸出拡大を加速化する「革新的物流システム」の開発                                                                                             | 農水省   | 令和7年度～令和9年度 | -                      | -                      |                        |                        |                        |
| 74 | 7 | 11  | 山地災害復旧に貢献する林内作業機械の自動化に向けた要素技術の評価                                                                                               | 農水省   | 令和7年度            | -                      | -                      |                        | -                      | -                      |
| 75 | 7 | 12  | 3D都市モデルにおけるAIを活用した環境シミュレーションの高度化および高速化手法の開発                                                                             | 国交省   | 令和7年度～令和9年度 | -                      | -                      |                        |                        |                        |
| 76 | 7 | 13  | 港湾工事の遠隔操作、自動・自律化の基盤技術の構築 | 国交省   | 令和7年度～令和8年度 | -                      | -                      |                        |                        | -                      |
| 77 | 7 | 14  | i-Construction×AI ～現場取得データによるインフラ品質・機能の管理・モニタリング技術の開発実証～                                                                 | 国交省   | 令和7年度            | -                      | -                      |                        | -                      | -                      |
| 78 | 7 | 15  | 大規模災害・気候変動に対応した地下水資源の活用に関する研究開発                                                                                                 | 国交省   | 令和7年度            | -                      | -                      |                        | -                      | -                      |
| 79 | 7 | 16  | グリーンインフラにおける導入手法・実装プロセス標準化及び地域産業の活性化に資する事業モデルの社会実装に向けた調査研究                                           | 国交省   | 令和7年度            | -                      | -                      |                        | -                      | -                      |
| 80 | 7 | 17  | 花粉症問題に対応するための花粉観測手法の高度化 | 環境省   | 令和7年度～令和9年度 | -                      | -                      |                        |                        |                        |

### 令和5年度採択
- 1	子どもからの聴取に関するAI訓練ツールの開発			警察庁	令和５年度～令和６年度
- 2	脳情報を活かしたサイバー空間の 感性評価技術の社会実装			総務省	令和５年度～令和７年度
- 3	大規模量子コンピュータ向け 制御装置の事業化			文部科学省	令和５年度～令和７年度
- 4	量子ハイブリッド最適化アルゴリズム基盤の開発			文部科学省	令和５年度～令和７年度
- 5	量子光センシングによる超低侵襲量子生命技術			文部科学省	令和５年度～令和７年度
- 6	量子プロダクト事業化推進プラットフォーム構築事業			文部科学省	令和５年度～令和７年度
- 7	社会インフラの予防保全を目指した 中性子線による非破壊検査システムの３次元化の社会実装の加速			文部科学省	令和５年度～令和６年度
- 8	多元素活用を基盤とした生体イメージング技術革新			文部科学省	令和５年度～令和７年度
- 9	衛星観測リソースを結集する「日本版災害チャータ」の構築と実証			文部科学省	令和５年度～令和６年度
- 10	マテリアルスタートアップインキュベーション促進事業			文部科学省	令和５年度～令和７年度
- 11	健康危機管理・災害時の保健・医療・福祉に関する 横断的な支援体制の構築			厚生労働省	令和５年度
- 12	医療デジタルツインの発展に資するデジタル医療データバンク構想			厚生労働省	令和５年度
- 13	Precision Nutritionの実践プラットフォームの構築と社会実装			厚生労働省	令和５年度～令和７年度
- 14	生産性と環境負荷低減を両立する データ駆動型土壌管理技術の開発			農林水産省	令和５年度
- 15	日本発の生産性の高い環境制御技術を 展開可能にするスマート施設園芸技術の開発			農林水産省	令和５年度～令和７年度
- 16	農業インフラに関する業務プロセス転換のための データ変換・統合の自動化技術と デジタルプラットフォームの開発			農林水産省	令和５年度
- 17	国産ダイズの用途拡大に向けた フードテック企業等支援基盤の整備			農林水産省	令和５年度～令和７年度
- 18	「動物用食べるワクチン」の開発による感染症対策の強化			農林水産省	令和５年度～令和７年度
- 19	国産農産物の輸出拡大に向けた植物検疫スタートアップの創出			農林水産省	令和５年度～令和７年度
- 20	AI農業社会実装プロジェクト			農林水産省	令和５年度～令和７年度
- 21	商品コード標準化・ソースマーキング技術による 農水産物・食品流通の高度化			農林水産省	令和５年度～令和７年度
- 22	公共エリア向けダイナミックマップの開発			経済産業省	令和５年度～令和７年度
- 23	AI×ロボット・サービス分野の実践的グローバル研究			経済産業省	令和５年度～令和７年度
- 24	AIによる最適な医療機器選択で実現する 次世代スマート物流プラットフォームの社会実装			経済産業省	令和５年度～令和７年度
- 25	インフラ分野のDXの推進～デジタイゼーションからデジタライゼーション そしてDXへ～			国土交通省	令和５年度～令和７年度
- 26	建設材料・機械・監理プロセスでのCO2排出削減効果の定量化等による建設分野のGXの推進			国土交通省	令和５年度
- 27	地方自治体における新技術・人的資源の戦略的活用に向けた取組			国土交通省	令和５年度～令和７年度
- 28	都市デジタルツインの実現			国土交通省	令和５年度～令和７年度
- 29	住宅・社会資本分野における人工衛星等を活用した リモートセンシング技術の社会実装			国土交通省	令和５年度～令和６年度
- 30	局地的・突発的な荒天対策のためのスタートアップとの連携：AIを用いたリアルタイム防災フィールド構築			国土交通省	令和５年度～令和７年度
- 31	革新的な統合気象データを用いた洪水予測の高精度化			国土交通省	令和５年度～令和７年度
- 32	ダム運用高度化による流域治水能力向上と再生可能エネルギー増強の加速化プロジェクト			国土交通省	令和５年度～令和７年度
- 33	IDR4Mの全国展開の加速化プロジェクト			国土交通省	令和５年度～令和７年度
- 34	生体認証を用いたアクセス制御機能利用製品の耐偽造能力評価・検証技術に係る研究開発			警察庁	令和５年度
- 35	積乱雲危険度予測情報の研究開発と社会実装モデルの展開			文部科学省	令和５年度～令和６年度
- 36	フォトニック結晶レーザー(PCSEL)によるスマート製造ゲームチェンジとPCSEL拠点からの社会実装拡大			文部科学省	令和５年度～令和６年度
- 37	食料安全保障に資する完全閉鎖型植物工場の実現に向けた調査研究			農林水産省	令和５年度
- 38	中高層木造建築物の普及を通じた炭素固定の促進			国土交通省	令和５年度
- 39	SIP3期の成果のASEAN地域等へ早期の展開を念頭においた イノベーション・エコシステム形成事業			環境省	令和５年度

### 令和6年度採択
- 1	第２期マテリアルスタートアップインキュベーション促進事業			文部科学省	令和６年度～令和８年度
- 2	商用光量子コンピュータの構築			文部科学省	令和６年度～令和８年度
- 3	量子スピンセンサのμモジュール化による新規ユースケースの創出			文部科学省	令和６年度～令和８年度
- 4	医療デジタルツインの発展に資するデジタル医療データバンクの構築と社会実装			厚生労働省	令和６年度～令和７年度
- 5	感染症危機管理に資する次世代迅速検査診断法の確立と検査データの収集・分析・共有体制の社会実装			厚生労働省	令和６年度～令和８年度
- 6	次世代バイオマスアップサイクル技術の世界展開に向けた調査研究			農林水産省	令和６年度
- 7	迅速な災害復旧等に向けた時系列・三次元モデルを用いた国土履歴のAI判別技術の開発・普及			農林水産省	令和６年度～令和８年度
- 8	越境性感染症等の流行に即応可能な動物用ワクチンの次世代化			農林水産省	令和６年度～令和８年度
- 9	生物多様性と農業生産を脅かす侵略的外来種の根絶技術の開発			農林水産省、環境省	令和６年度～令和８年度
- 10	創農薬AIの基盤構築			農林水産省	令和６年度～令和８年度
- 11	同時改変ゲノム編集技術を用いた産業植物の創出			農林水産省	令和６年度～令和８年度
- 12	CO2排出削減効果の定量化による公共調達のGXの推進			国土交通省	令和６年度～令和7年度
- 13	建設機械施工のオートメーションハブの構築			国土交通省	令和６年度～令和８年度
- 14	港湾施設の被災状況把握・利用可否判断の迅速化			国土交通省	令和６年度～令和８年度
- 15	金融/投資機関による自然関連情報開示促進と国際標準化を前提としたネイチャーフットプリントの開発と実証事業			環境省	令和６年度～令和７年度
- 16	産官学連携による熱中症リスク低減のための先端的な暑さ指数計測技術の社会実装			環境省	令和６年度
- 17	花粉症問題に対応するためのAI技術・リモートセンシング技術を活用した花粉観測手法の高度化			環境省	令和６年度

#### （令和6年度補正予算）
- 18	AI安全性強化に向けたLLM生成テキストの検証・分析・改善等支援技術の研究開発			総務省	令和６年度
- 19	個人情報・公的情報等を安全に活用可能な被災者支援AIサービス開発基盤			文部科学省	令和６年度
- 20	生成AIを活用した大規模沖合養殖業の省力化及び自動化の推進に係る研究基盤の整備			農林水産省	令和６年度
- 21	AI安全性確保に関する調査・分析・普及展開事業			経済産業省	令和６年度
- 22	AIセーフティの強化に関する研究開発構想			経済産業省	令和６年度
- 23	日本語版医療特化型LLMの社会実装に向けた安全性検証・実証			経済産業省	令和６年度
- 24	インフラの事故対策に活用する生成AIの技術開発実証			国土交通省	令和６年度

### 令和7年度採択
- 1	高感度ナノ量子センサの大量調製技術開発によるサプライチェーンモデルの構築			文部科学省	令和7年度～令和9年度
- 2	量子人材教育エコシステムの開発と試行			文部科学省	令和7年度～令和9年度
- 3	量子トレーサビリティが確保されたワイドレンジ電流計測技術の開発			文部科学省	令和7年度～令和9年度
- 4	第３期マテリアルスタートアップインキュベーション促進事業			文部科学省	令和7年度～令和9年度
- 5	環境負荷の小さい純国産ハイブリッド3次元海洋電磁探査技術の開発と社会実装			文部科学省	令和7年度～令和8年度
- 6	海洋プラスチック問題に対応するためのハイパースペクトル技術・AI・コーヒーマシンを融合させたマイクロプラスチック自動分析システムの確立と社会実装に向けた調査研究			文部科学省	令和7年度
- 7	植物工場ビジネスの成長産業化に向けたマルチユース化システムの開発			農林水産省	令和7年度～令和9年度
- 8	次世代バイオマスアップサイクル技術の国際展開			農林水産省	令和7年度～令和9年度
- 9	牛メタン・カーボンクレジットビジネスの創出に向けた基盤技術の開発加速化			農林水産省	令和7年度～令和9年度
- 10	農林水産物・食品の輸出拡大を加速化する「革新的物流システム」の開発			農林水産省	令和7年度～令和9年度
- 11	山地災害復旧に貢献する林内作業機械の自動化に向けた要素技術の評価			農林水産省	令和7年度
- 12	3D都市モデルにおけるAIを活用した環境シミュレーションの高度化および高速化手法の開発			国土交通省	令和7年度～令和9年度
- 13	港湾工事の遠隔操作、自動・自律化の基盤技術の構築			国土交通省	令和7年度～令和8年度
- 14	i-Construction×AI ～現場取得データによるインフラ品質・機能の管理・モニタリング技術の開発実証～			国土交通省	令和7年度
- 15	大規模災害・気候変動に対応した地下水資源の活用に関する研究開発			国土交通省	令和7年度
- 16	グリーンインフラにおける導入手法・実装プロセス標準化及び地域産業の活性化に資する事業モデルの社会実装に向けた調査研究			国土交通省	令和7年度
- 17	花粉症問題に対応するための花粉観測手法の高度化			環境省	令和7年度～令和9年度

## 沿革
研究開発とSociety5.0との橋渡しプログラム（BRIDGE）の歴史的経緯を以下に示す。
- 2018年度～2022年度: 前身である「官民研究開発投資拡大プログラム（PRISM）[2]」が実施され、官民連携による研究開発投資の拡大が試みられた。しかし、資金の有効活用不足や運営プロセスの透明性に課題が残り、後継プログラムの必要性が議論された[14]。
- 2022年8月: 内閣府のガバニングボード[15]において、「今後のPRISMのあり方検討会」が設置され、PRISMの課題総括と新たなプログラムへの移行が提案された[16]。この中で、BRIDGEの構想が示唆された[17]。
- 2022年（令和4年）11月: 「第2回今後のPRISMのあり方検討会」に於けるプリズムの見直しに伴い、プリズムの新名称として、「BRIDGE（ブリッジ）研究開発とSociety 5.0との橋渡しプログラム（programs for Bridging the gap between R&d and the IDeal society (society 5.0) and Generating Economic and social value）」が提案される[18][19]。
- 2023年3月: 「ＳＩＰ/ＰＲＩＳＭシンポジウム２０２２」をオンラインで開催[20]。内閣府がBRIDGEの概要を公表。PRISM[2]の教訓を踏まえ、社会実装を加速させる「橋渡し」型の研究支援制度として位置づけられた。資金効率化と民間投資の誘発が強調された[1]。
- 2023年度（令和5年度）: BRIDGEが正式に開始。各省庁と研究推進法人が連携し、AI、バイオ、環境技術などの重点領域でプロジェクトが始動した。